# Aur Duri (Kuantan Mudik)
Aur Duri is een bestuurslaag in het regentschap Kuantan Singingi van de provincie Riau, Indonesië. Aur Duri telt 291 inwoners (volkstelling 2010).